# 39 Laetitia
Laetitia /lɛˈtɪʃiə/ (định danh hành tinh vi hình: 39 Laetitia) là một tiểu hành tinh lớn và sáng ở vành đai chính do nhà thiên văn học người Pháp Jean Chacornac phát hiện ngày 8 tháng 2 năm 1856 và được đặt theo tên Laetitia, tiểu nữ thần vui vẻ trong thần thoại La Mã.
Ngày 21 tháng 3 năm 1998, người ta đã quan sát thấy một sự che khuất của tiểu hành tinh đã tạo ra nhiều dây cung cho thấy một ellipsoid có kích thước là 219 × 142 km.